# Hội đồng dân tộc (Việt Nam)
Hội đồng dân tộc là cơ quan chịu trách nhiệm về vấn đề dân tộc của Quốc hội Việt Nam. Cơ quan có chức năng giám sát hoạt động của Chính phủ, Nhà nước về các vấn đề dân tộc, đồng thời là cơ quan tham mưu về chính sách, nghị định cho Ủy ban Dân tộc và Chính phủ.
Hội đồng Quốc hội còn giám sát hoạt động của các Ban Dân tộc tại các địa phương, về ngân sách, chính sách, quyết định của Ủy ban Nhân dân, Hội đồng Nhân dân các tỉnh và thành phố.

## Nhiệm vụ và quyền hạn
Hội đồng Dân tộc có nhiệm vụ và quyền hạn sau:
1. Thẩm tra dự án luật, dự án pháp lệnh về chính sách dân tộc; thẩm tra các dự án khác do Quốc hội, Ủy ban Thường vụ Quốc hội giao; thẩm tra việc bảo đảm chính sách dân tộc trong các dự án luật, pháp lệnh trước khi trình Quốc hội, Ủy ban Thường vụ Quốc hội.
2. Tham gia ý kiến về việc ban hành quy định thực hiện chính sách dân tộc của Chính phủ.
3. Giám sát việc thực hiện luật, nghị quyết của Quốc hội, pháp lệnh, nghị quyết của Ủy ban Thường vụ Quốc hội thuộc lĩnh vực dân tộc; giám sát việc thi hành chính sách dân tộc, chương trình, kế hoạch phát triển kinh tế - xã hội miền núi và vùng đồng bào dân tộc thiểu số.
4. Giám sát văn bản của Chính phủ, Thủ tướng Chính phủ, Bộ trưởng, Thủ trưởng cơ quan ngang bộ có liên quan đến công tác dân tộc.
5. Trình dự án luật trước Quốc hội, dự án pháp lệnh trước Ủy ban Thường vụ Quốc hội về lĩnh vực Hội đồng Dân tộc phụ trách.
6. Kiến nghị các vấn đề về chính sách dân tộc của Nhà nước, các vấn đề liên quan đến tổ chức, hoạt động của các cơ quan hữu quan và về những vấn đề khác có liên quan đến công tác dân tộc.

## Nguyên tắc hoạt động
Hội đồng Dân tộc tổ chức và hoạt động theo nguyên tắc tập trung dân chủ, làm việc theo chế độ tập thể và quyết định theo đa số.
Khi Hội đồng Dân tộc quyết định vấn đề thuộc về một dân tộc mà đại biểu dân tộc đó không tán thành thì Hội đồng báo cáo xin ý kiến của Ủy ban Thường vụ Quốc hội; trong trường hợp thật cần thiết trình Quốc hội xem xét và quyết định.
Trong trường hợp Hội đồng Dân tộc bàn quyết định vấn đề thuộc về một dân tộc mà dân tộc đó không có đại diện trong Hội đồng Dân tộc, thì phải tham khảo ý kiến của đại diện Dân tộc đó trước khi quyết định. Từ đó đưa ra những vấn đê cần phải bàn luận trong các vấn đề mà các dân tộc đang và sẽ cần đến

### Quốc hội
Hội đồng Dân tộc chịu trách nhiệm và báo cáo hoạt động của mình trước Quốc hội; trong thời hạn giữa hai kỳ họp Quốc hội, báo cáo hoạt động trước Ủy ban Thường vụ Quốc hội.
Ủy ban Thường vụ Quốc hội chỉ đạo, điều hoà, phối hợp hoạt động của Hội đồng Dân tộc và các Ủy ban.

### Địa phương
Cơ quan và viên chức Nhà nước, tổ chức xã hội, tổ chức kinh tế, đơn vị lực lượng vũ trang nhân dân trong phạm vị nhiệm vụ, quyền hạn của mình có trách nhiệm tạo điều kiện để Hội đồng Dân tộc thực hiện nhiệm vụ.

## Tổ chức
Quốc hội bầu Chủ tịch, các phó Chủ tịch, các uỷ viên Hội đồng Dân tộc trong số đại biểu Quốc hội tại kỳ họp thứ nhất của mỗi khoá Quốc hội. Khi cần thiết, Quốc hội có thể bầu bổ sung hoặc thay đổi thành viên của Hội đồng Dân tộc.

### Thường trực Hội đồng
Chủ tịch, các Phó chủ tịch và một số uỷ viên được Hội đồng Dân tộc cử hợp thành Thường trực Hội đồng.
Thường trực Hội đồng có nhiệm vụ:
- Dự kiến chương trình hoạt động hàng tháng, hàng quý, sáu tháng, cả năm trình Hội đồng xem xét, quyết định;
- Tổ chức thực hiện chương trình hoạt động và các quyết định, kết luận của Hội đồng, chuẩn bị các báo cáo, tài liệu phục vụ hoạt động của Hội đồng;
- Giữ mối quan hệ thường xuyên với các thành viên của Hội đồng;
- Gửi báo cáo công tác, thông báo những thông tin cần thiết về hoạt động của Hội đồng cho thành viên của Hội đồng;
- Giải quyết công việc thường xuyên, đột xuất của Hội đồng và có trách nhiệm báo cáo với Hội đồng tại phiên họp gần nhất.

Thường trực Hội đồng có trách nhiệm tạo điều kiện cho các Uỷ viên của Hội đồng hoạt động.

### Chủ tịch Hội đồng
Chủ tịch Hội đồng Dân tộc có nhiệm vụ:
- Điều hành công việc thường xuyên của Hội đồng;
- Triệu tập và chủ trì các phiên họp của Hội đồng và thường trực Hội đồng;
- Mời đại diện các cơ quan, tổ chức hữu quan tham dự phiên họp;
- Thay mặt Hội đồng trong quan hệ với Uỷ ban thường vụ Quốc hội, Chủ tịch, các Phó chủ tịch Quốc hội, các Uỷ ban của Quốc hội, với Chính phủ, Toà án nhân dân tối cao, Viện kiểm soát nhân dân tối cao, tổ chức xã hội và các cơ quan Nhà nước khác;
- Báo cáo hoạt động của Hội đồng với Quốc hội, Uỷ ban Thường vụ Quốc hội, Chủ tịch, các Phó chủ tịch Quốc hội;
- Tham gia các phiên họp của Uỷ ban Thường vụ Quốc hội;
- Tham gia các cuộc họp do Chủ tịch Quốc hội triệu tập bàn chương trình hoạt động của Quốc hội, Hội đồng Dân tộc và các Uỷ ban của Quốc hội;
- Tham gia các phiên họp của Chính phủ bàn về việc thực hiện chính sách dân tộc;

### Phó Chủ tịch Hội đồng
Phó Chủ tịch Hội đồng Dân tộc giúp Chủ tịch Hội đồng thực hiện nhiệm vụ và được giao phụ trách một số công tác của Hội đồng; trong số các Phó chủ tịch có một Phó chủ tịch được Hội đồng cử làm Phó chủ tịch thường trực.
Khi Chủ tịch vắng mặt, Phó chủ tịch thường trực điều hành công việc Hội đồng.

### Ủy viên
Uỷ viên Hội đồng Dân tộc có trách nhiệm tham gia hoạt động của Hội đồng; thực hiện nhiệm vụ công tác được Hội đồng giao; giữ mối liên hệ thường xuyên với Hội đồng, tham gia góp ý và gửi báo cáo vấn đề Hội đồng yêu cầu và Uỷ viên quan tâm.

## Phiên họp
Phiên họp của Hội đồng Dân tộc có thể được tiến hành trong thời gian kỳ họp Quốc hội hoặc giữa 2 kỳ họp Quốc hội
Các thành viên của Hội đồng có trách nhiệm tham gia dự phiên họp của Hội đồng; trong trường hợp không tham dự được phải báo cáo lý do với Chủ tịch Hội đồng.
Biên bản và hồ sơ của phiên họp được lập và lữu trữ theo quy định của Nhà nước.

## Thành viên

### Khóa XV
| Chức vụ      | Tên                 | Ghi chú                                                                                            |
| ------------ | ------------------- | -------------------------------------------------------------------------------------------------- |
| Chủ tịch     | Lâm Văn Mẫn         | Ủy viên Trung ương Đảng, Ủy viên Ban Thường vụ Đảng ủy Quốc hội, Ủy viên Ủy ban Thường vụ Quốc hội |
| Phó Chủ tịch | Hoàng Duy Chinh     | Ủy viên Trung ương Đảng, Ủy viên Ủy ban Thường vụ Quốc hội, Phó Chủ tịch thường trực               |
| Phó Chủ tịch | Quàng Văn Hương     | Bí thư Chi bộ Dân tộc; Phó Chủ tịch Nhóm Nghị sĩ hữu nghị Việt Nam – Trung Quốc.                   |
| Phó Chủ tịch | Đinh Thị Phương Lan | Chủ tịch Nhóm Nghị sĩ hữu nghị Việt Nam – Mông Cổ                                                  |
| Phó Chủ tịch | Trần Thị Hoa Ry     | Phó Chủ tịch Nhóm Nghị sĩ hữu nghị Việt Nam – Campuchia                                            |
| Phó Chủ tịch | Nguyễn Lâm Thành    | Chủ tịch Nhóm Nghị sĩ hữu nghị Việt Nam – Brazil                                                   |
| Phó Chủ tịch | Cao Thị Xuân        | Chủ tịch Nhóm Nghị sĩ hữu nghị Việt Nam – Rumani                                                   |

### Khóa XIV
Hội đồng dân tộc của Quốc hội Việt Nam khóa XIV (2016-2021) gồm có 47 thành viên:
- Chủ tịch: 
  - Hà Ngọc Chiến, Ủy viên Ủy ban Thường vụ Quốc hội
- Phó Chủ tịch:
  - Giàng A Chu - Đại biểu Quốc hội tỉnh Yên Bái [4]
  - Cao Thị Xuân - Đại biểu Quốc hội tỉnh Thanh Hóa
  - Nguyễn Lâm Thành - Đại biểu Quốc hội tỉnh Lạng Sơn
  - Trần Thị Hoa Ry - Đại biểu Quốc hội tỉnh Bạc Liêu
  - Quàng Văn Hương - Đại biểu Quốc hội tỉnh Sơn La

### Khóa XIII
- Chủ tịch: 
  - Ksor Phước (đến tháng 4/2016), Ủy viên Ủy ban Thường vụ Quốc hội
  - Hà Ngọc Chiến (từ tháng 4/2016), Ủy viên Ủy ban Thường vụ Quốc hội
- Phó Chủ tịch:
  - Giàng A Chu
  - Mã Điền Cư
  - Triệu Mùi Nái (Triệu Thị Nái)
  - Danh Út
  - Nguyễn Lâm Thành (Uỷ viên thường trực, được bầu bổ sung tại Kỳ họp thứ 6 Quốc hội)

### Khóa XII
- Chủ tịch:
  - Ksor Phước, Ủy viên Ủy ban Thường vụ Quốc hội
- Phó Chủ tịch
  - Giàng A Chu
  - Mã Điền Cư
  - Huỳnh Đảm
  - Nguyễn Thị Nương
  - Huỳnh Phước Long
  - Niê Thuật
  - Triệu Mùi Nái (Triệu Thị Nái)
  - Bùi Thị Bình
- Ủy viên

## Chủ tịch qua các thời kỳ
| Thứ tự | Họ tên                                   | Ngày sinh            | Ngày mất             | Nhiệm kỳ              | Thời gian tại nhiệm | Quốc hội khóa          |
| ------ | ---------------------------------------- | -------------------- | -------------------- | --------------------- | ------------------- | ---------------------- |
| 1      | Hoàng Trường Minh (Người Tày)            | 3 tháng 8 năm 1922   | 12 tháng 10 năm 1989 | 26/4/1981 - 19/4/1987 | 5 năm, 358 ngày     | Quốc hội khóa VII      |
| 2      | Thượng tướng Đàm Quang Trung (Người Tày) | 12 tháng 9 năm 1921  | 3 tháng 3 năm 1995   | 19/4/1987 - 28/6/1988 | 1 năm, 70 ngày      | Quốc hội khóa VIII     |
| 3      | Y Ngông Niê Kdăm (Người Ê đê)            | 13 tháng 8 năm 1922  | 9 tháng 5 năm 2001   | 28/6/1988 - 20/7/1997 | 9 năm, 22 ngày      | Quốc hội khóa VIII,IX  |
| 4      | Cư Hòa Vần (Người Mông)                  | 15 tháng 5 năm 1935  | 17 tháng 8 năm 2010  | 20/7/1997 - 12/8/2002 | 5 năm, 23 ngày      | Quốc hội khóa X        |
| 5      | Tráng A Pao (Người H'Mông)               | 1 tháng 12 năm 1945  | 24 tháng 12 năm 2015 | 12/8/2002 - 20/5/2007 | 4 năm, 281 ngày     | Quốc hội khóa XI       |
| 6      | Ksor Phước (Người Jrai)                  | 8 tháng 2 năm 1954   |                      | 20/5/2007 - 5/4/2016  | 8 năm, 321 ngày     | Quốc hội khóa XII,XIII |
| 7      | Hà Ngọc Chiến (Người Tày)                | 11 tháng 12 năm 1957 |                      | 5/4/2016 - 21/7/2021  | 5 năm, 107 ngày     | Quốc hội khóa XIV      |
| 8      | Y Thanh Hà Niê Kđăm (Người Ê đê)         | 23 tháng 12 năm 1973 |                      | 21/7/2021 - nay       | 3 năm, 341 ngày     | Quốc hội khóa XV       |